# Cv Caboclo (V-19)

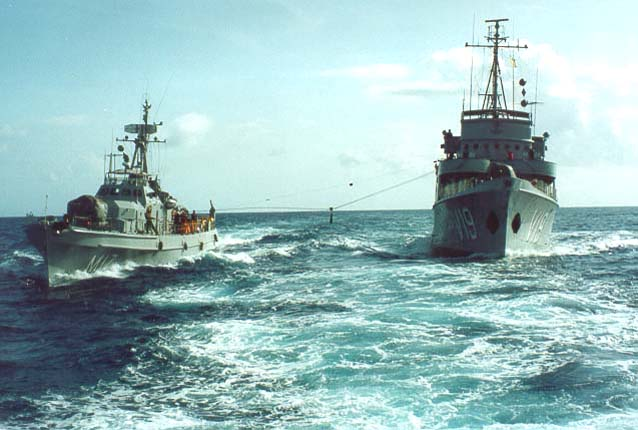
Corveta Cv Caboclo (V-19) realizando faina de Transferência de Carga Leve

A Cv Caboclo (V-19) é um navio do tipo corveta da Marinha do Brasil, Classe Imperial Marinheiro.

## Construção
As corvetas classe Imperial Marinheiro foram construídas pelo estaleiro C.C. Sheepsbower & Gashonder Bedriff Jonker & Stans, em Rotterdam.
Faz parte de um lote de dez unidades construídas na Holanda para a Marinha Brasileira. Desta flotilha permanece ativo apenas a Cv Caboclo (V-19)], exercendo as funções de Navio-Patrulha e Rebocador de Alto Mar.
- Batimento de Quilha: 8 de outubro de 1953
- Lançamento: 26 de agosto de 1954
- Incorporação: 16 de julho de 1955

## Origem do nome
Caboclo é o mestiço de branco com índio, também designado caboco, mameluco, cariboca ou curiboca. É uma antiga designação do indígena brasileiro.
O Cv Caboclo é o quarto navio na Marinha do Brasil a utilizar este nome; o primeiro foi a Brigue Caboclo (1823),  o segundo foi o navio a vela com três mastros Lugre Caboclo (1835) e o terceiro o Lanchão Armado Caboclo (década de 1840).
Tem como mascote o "Chico Bento", representando o caboclo brasileiro, e navega sob o lema "Tamos Aí", que demonstra sua versatilidade seu espírito guerreiro, estando sempre pronto para atuar quando necessário. Foi um dos meios utilizados nas buscas dos destroços do voo AF 447; o primeiro deles a chegar ao local do sinistro e o primeiro a recolher partes da aeronave e corpos no oceano.